# Молова
Молова — деревня в Кудымкарском районе Пермского края. Входит в состав Егвинского сельского поселения. Располагается на левом берегу Егвы севернее от города Кудымкара. Расстояние до районного центра составляет 24 км. По данным Всероссийской переписи населения 2010 года, в деревне проживало 82 человека (41 мужчина и 41 женщина).

## История
По данным на 1 июля 1963 года, в деревне проживало 94 человека. Населённый пункт входил в состав Алековского сельсовета.